# Dichochrysa abdominalis
Dichochrysa abdominalis là một loài côn trùng trong họ Chrysopidae thuộc bộ Neuroptera. Loài này được Brauer miêu tả năm 1856.